# 키아트
키아트(아프리칸스어: Kiaat, 소토어: Morôtô 모로토, 츠와나어: Mokwa 모크와, 벤다어: Mutondo 무톤도, 쇼나어: Mubvamaropa 뭅바마로파, 줄루어: Umvangazi 움방가지)는 남아프리카 앙골라, 모잠비크, 나미비아, 남아공, 에스와티니, 탄자니아, 자이르, 짐바브웨, 잠비아에 자생하는 인도자단속의 한 종이다. 남아공에서는 보호수종으로 지정되어 있다.